# Рана, Субарна Шамшер
Субарна Шамшер Рана (непальск. सुवर्ण सम्शेर राणा; 1910, Катманду, Непал — 9 ноября 1977, Калькутта, Индия) — непальский государственный деятель, премьер-министр Непала в 1958—1959 годах.

## Политическая карьера
Происходил из влиятельного клана Рана, управлявшего Непалом вплоть до 1951 года, однако бросил вызов своим родственникам и в 1948 году выступил одним из соучредителей партии Непальский демократический конгресс, оппозиционной авторитарному правлению Рана. Более того, НДК, приемля насильственные методы борьбы, выступал даже с более радикальных позиций, чем Непальский национальный конгресс. В 1950 году обе партии объединились в Непальский конгресс, финансируемый С. Ш. Раной. НК начал подготовку отрядов на востоке страны для вооружённого сопротивления и принял активное участие в свержении автократии Рана.
В 1951 году Субарна Шамшер Рана в качестве министра финансов вошёл в переходное правительство Рана и Непальского конгресса; экономическая политика С. Ш. Рана нашла поддержку у Джавахарлала Неру. Он также сыграл важную роль в подготовке конституции и внедрении демократических институтов. В 1956—1957 годах он был третьим президентом Непальского конгресса, а накануне первых демократических выборов 1959 года был назначен премьер-министром. После убедительной победы на выборах Непальского конгресса стал заместителем премьер-министра Бишвешвара Прасада Коиралы и министром финансов в его кабинете.

## После королевского переворота
В 1960 году король Махендра организовал переворот против демократически избранного правительства вместе с Королевской непальской армией, которая всегда сохраняла свою лояльность в первую очередь королю. В отличие от других арестованных лидеров Непальского конгресса, Субарна Шамшер не попал в плен, поскольку находился в Калькутте.
Всё его имущество в Катманду было конфисковано правительством, включая поместье Лалита Нивас, которое позже было превращено в штаб-квартиру Непальского банка Растра. Он начал вооружённую борьбу против системы панчаятов. Она была более масштабной, чем революция 2007 года. Ему почти удалось скомпрометировать позицию Махендры, но его пришлось остановить после того, как Китай напал на Индию. Бишвешвар Прасад Коирала считал, что одной из причин его неудачи была его чрезмерная зависимость от Индии.
Несколько раз после переворота король Махендра вызывал Субарну Шамшера обратно в Непал и обещал должность премьер-министра и всё его имущество, которое было конфисковано непальским правительством, но поскольку Субарна Шамшер никогда не шёл на компромисс со своими политическими принципами, он всегда отклонял предложение. До своей смерти в 1977 году он продолжал борьбу Непальского конгресса из Калькутты.